# Drapetis pubicornis
Drapetis pubicornis är en tvåvingeart som beskrevs av Mario Bezzi 1912. Drapetis pubicornis ingår i släktet Drapetis och familjen puckeldansflugor.
Artens utbredningsområde är Taiwan. Inga underarter finns listade i Catalogue of Life.